# Raw Unleashed
Raw Unleashed è una raccolta di inediti, demo e materiale studio del gruppo hardcore punk statunitense Agnostic Front, pubblicata il 17 luglio 1995 da Grand Theft Audio.

## Tracce
1. Smell The Bacon/What's With You - 	0:37
2. In Control - 0:31
3. Last Warning - 0:49
4. Fuck All Authority - 0:31
5. Fight - 0:16
6. Final War - 0:24
7. Discriminate Me -	0:43
8. United Blood - 1:14
9. No Rights (No One Rules) -	0:26
10. Friend or Foe - 1:16
11. We Shoud Care - 1:08
12. Crucial Changes - 0:26
13. Traitor - 0:26
14. United Blood - 1:13
15. Discriminate Me - 0:43
16. We Should Care - 1:07
17. Smell The Bacon/What's With You - 0:39
18. In Control - 0:31
19. Last Warning - 0:52
20. Fuck All Authority - 0:35
21. Fight - 0:24
22. Get Out/Final War - 1:30
23. Discriminate Me - 0:42
24. United Blood - 1:15
25. Society Suckers - 1:12
26. No Rights (No One Rules) -	0:27
27. Friend or Foe - 1:11
28. We Should Care - 1:12
29. Blind Justice - 0:47
30. Crucial Changes - 0:28
31. Traitor - 0:27
32. Skins Go Marching In/We Can Do Anything (Cockney Rejects) - 1:33
33. It's My Life (The Animals) - 1:07
34. Blind Justice - 1:34
35. Your Mistake - 1:36
36. Friend or Foe - 1:13
37. No One Rules - 0:25
38. Fight - 0:29
39. Last Warning - 0:46
40. United and Strong - 1:14
41. Hiding Inside - 1:31
42. Discriminate Me - 0:41
43. With Time - 2:04
44. Traitor - 1:26
45. Victim in Pain - 1:13
46. Power - 1:34
47. United Blood - 1:23
48. Time Will Come - 1:54
49. Society Suckers - 1:19
50. The Blame - 2:23
51. No One Rules - 0:24
52. Final War - 0:22
53. Last Warning - 0:47
54. Traitor - 0:24
55. Friend or Foe - 1:15
56. United Blood - 1:12
57. Fight - 0:15
58. Discriminate Me - 0:42
59. In Control - 0:30
60. Crucial Changes - 0:26
61. United Blood - 1:44
62. Time Will Come - 1:38

## Formazione
- Roger Miret - voce
- Vinnie Stigma - chitarra
- Rob Kabula - basso
- Adam Moochie - basso
- Dave Jones - batteria
- Ray Beez - batteria